# فرهنگ مردم هزاره

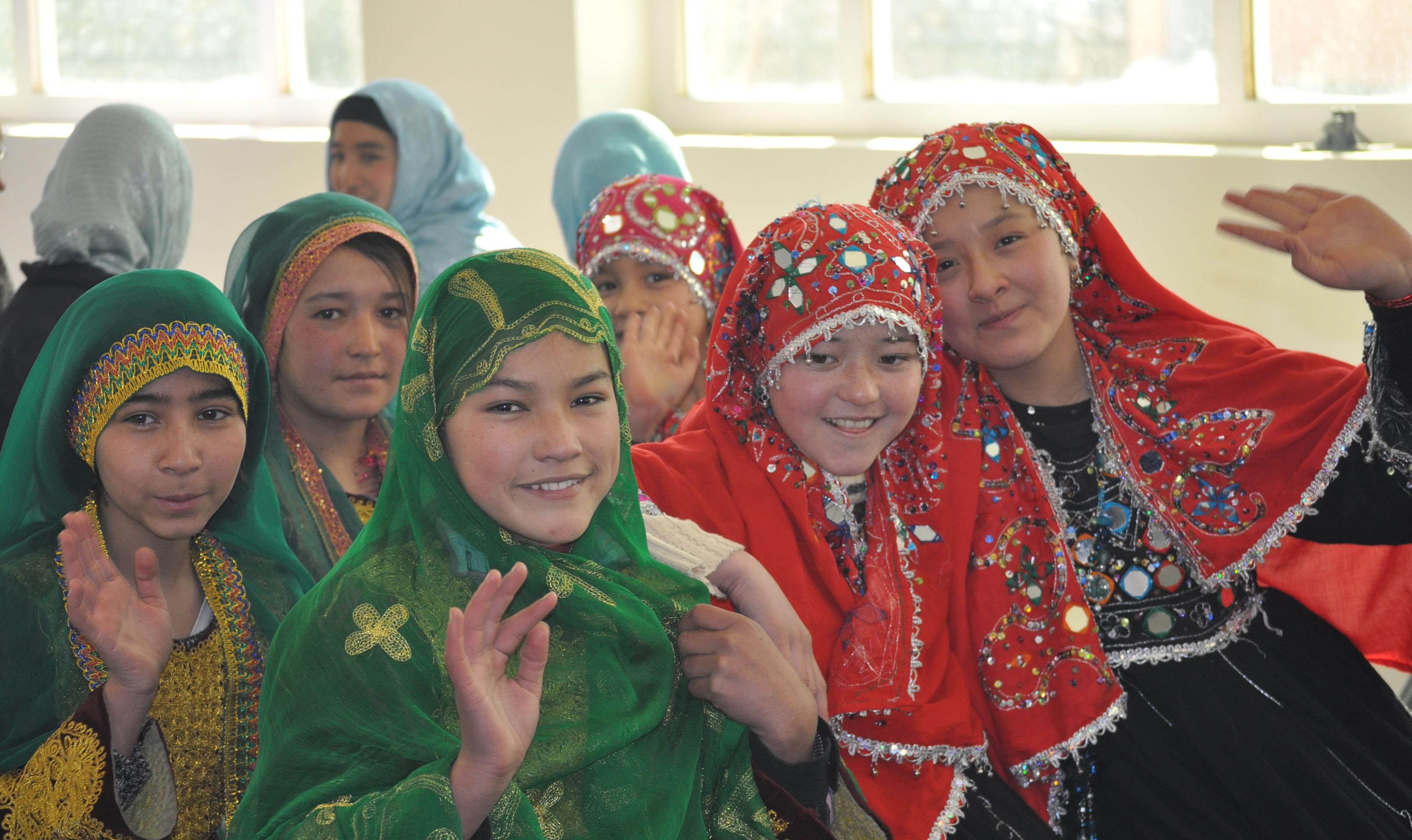
دختران هزاره با لباس سنتی سرخ در کنار دختران تاجیک و پشتون در غزنی، افغانستان

فرهنگ مردم هزاره یا فرهنگ هزارگی (به هزارگی: فرهنگ آزره) به فرهنگ مردم هزاره گفته می‌شود که در درجه اول در افغانستان و مرکز افغانستان موسوم به هزارستان (هزاره‌جات) زندگی می‌کنند و گروه‌های اقلیت آنان بیشتر در کویته پاکستان، مشهد ایران و سایر نقاط جهان زندگی می‌کنند.
فرهنگ مردم هزاره از نظر میراثی بسیار غنی، دارای آداب منحصر به فرد و تأثیر گرفته از فرهنگ‌های آسیای مرکزی و جنوب آسیا است. منطقه هزاره‌نشین، هزارستان دارای تاریخ و تمدن باستانی است و در دوره‌های مختلف، محل استقرار تمدن یونانی بلخ، تمدن یونانی بودایی، تمدن اسلامی، تمدن‌های غزنوی و غوری‌ها بوده است. هر یک از این تمدن‌ها آثار قابل مشاهده ای بر فرهنگ محلی منطقه برجای گذاشته است.
زبان بومی هزاره‌ها هزارگی، گونه‌ای از زبان فارسی است که بیشتر در مرکز افغانستان صحبت می‌شود. هزاره‌ها به‌طور سنتی دامدار بودند که در ارتفاعات مرکزی و جنوب شرقی افغانستان در گله داری فعالیت می‌کردند. آنها در درجه اول پیرو دین اسلام هستند که از این میان بیشتر شان شیعه‌مذهب، شمار قابل توجهی از آنها سنی‌مذهب و اندکی پیرو مذهب اسماعیلی هستند.

## آشپزی
آشپزی مردم هزاره تحت تأثیر غذاهای آسیای مرکزی، آسیای جنوبی و ایرانی قرار دارند. با این حال، برای غذاهای خاص، روش‌ها و سبک‌های مختلف پخت و پز وجود دارد که مختص هزاره‌ها است. هزاره‌ها خیلی مهمان نوازی دارند و در فرهنگ آنها رسم بر این است که برای مهمان غذاهای مخصوص تهیه کنند.

## موسیقی

### دمبوره
بسیاری از موسیقی دانان هزاره به‌طور گسترده‌ای در نواختن دمبوره، نوعی ساز محلی که در سایر مناطق آسیای میانه مانند قزاقستان، ازبکستان و تاجیکستان یافت می‌شود، مهارت دارند. برخی از آوازخوانان معروف هزاره سرور سرخوش، داوود سرخوش، صفدر خیرعلی، صفدر توکلی، سید انور آزاد، علی حسین افشار و دیگران هستند.

## ورزش

### بزکشی

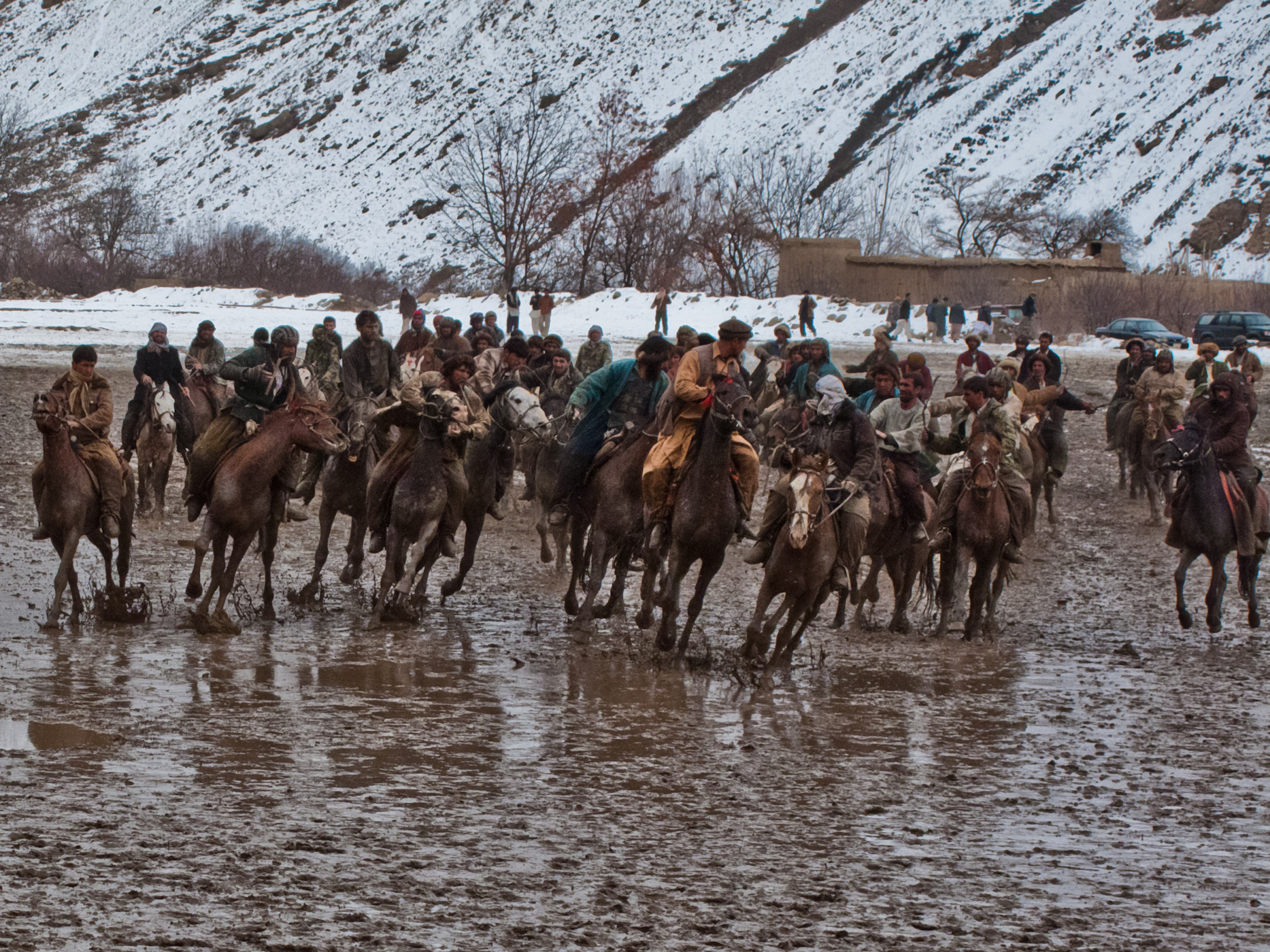
بزکشی در افغانستان

بزکشی یک ورزش آسیای مرکزی است که در آن بازیکنان اسب سوار سعی می‌کنند لاشه بُز یا لاشه گوساله را در دروازه قرار دهند. این ورزش ملی در افغانستان و یکی از ورزش‌های فرهنگی اصلی مردم هزاره است.

## نگارخانه

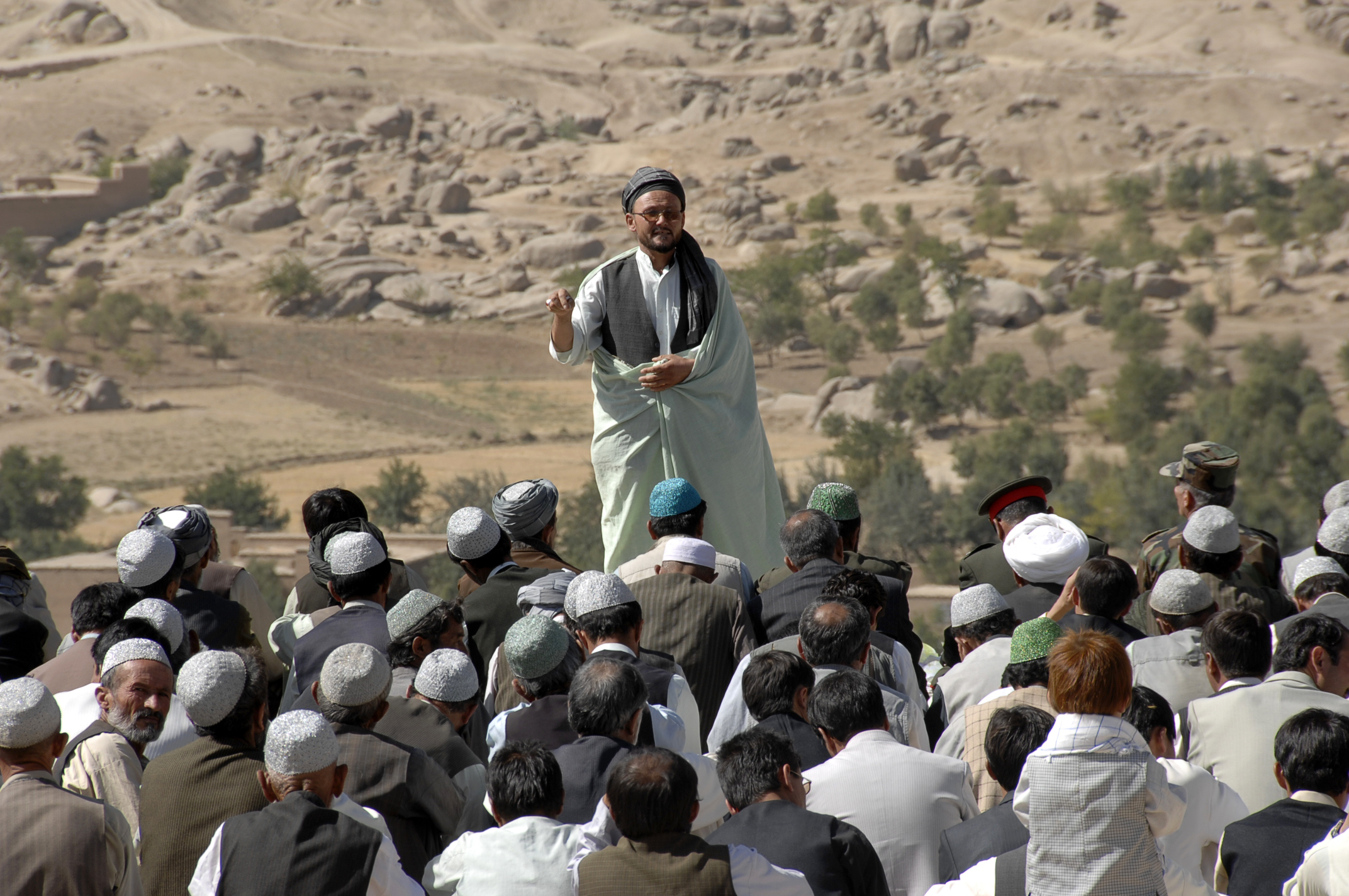
شورای مردم هزاره در دایکندی، افغانستان
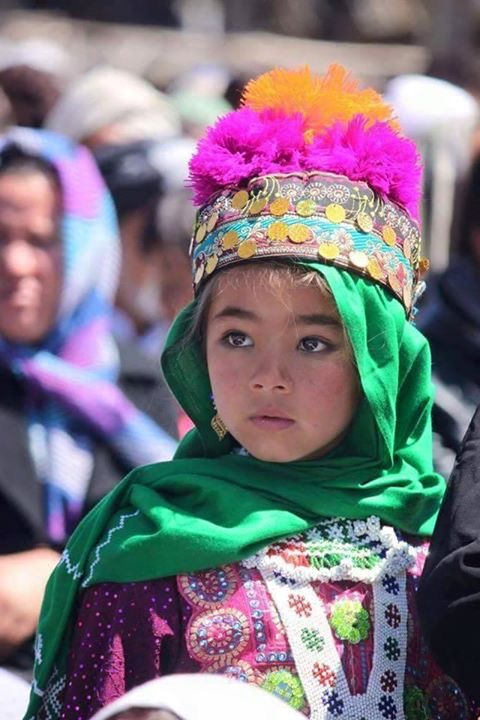
دختر هزاره در لباس فرهنگی
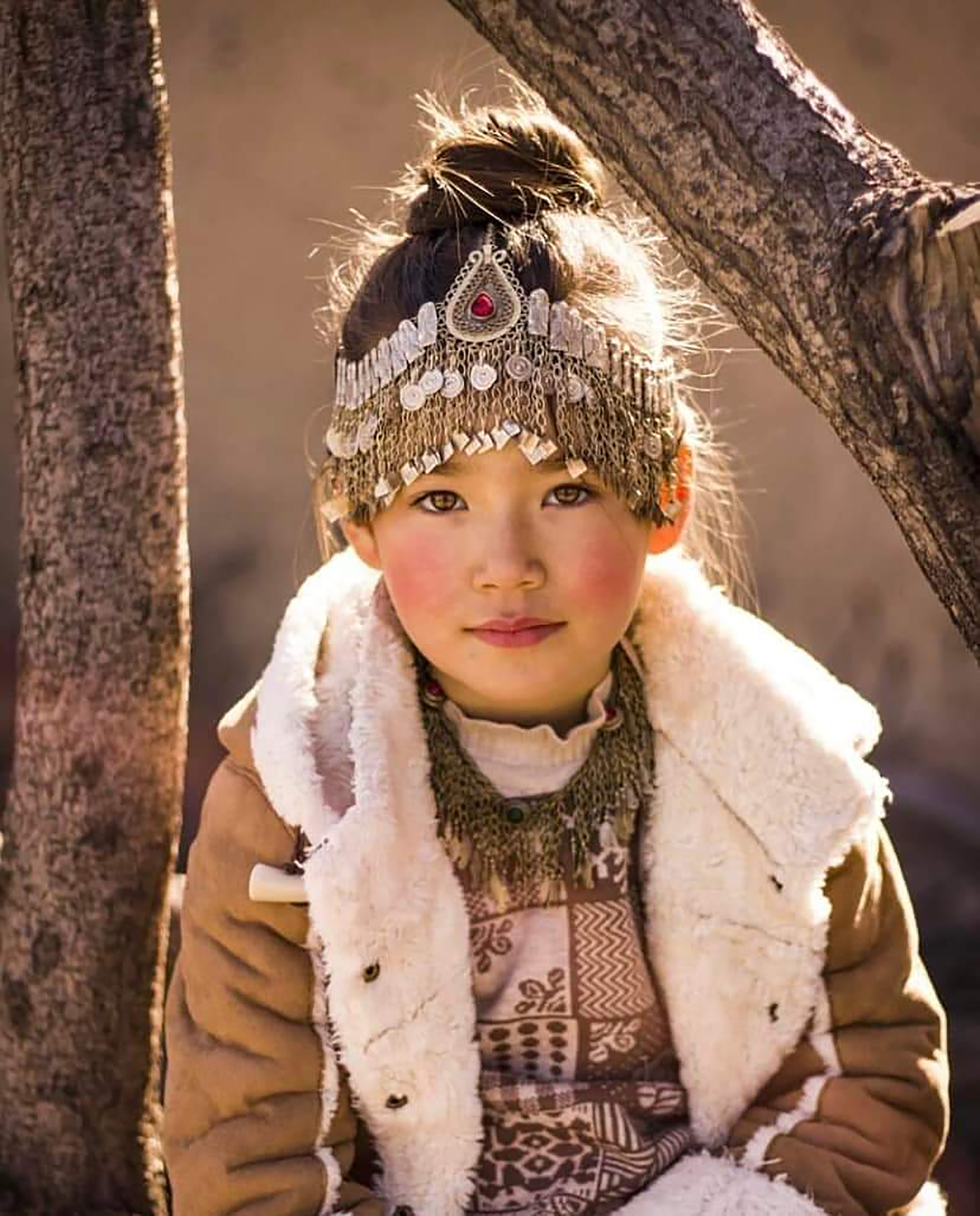
دختر هزاره در لباس فرهنگی